# 男子漢 (雜誌)
《男子漢》是香港四大元祖地道成人雜誌之一（其餘還有《龍虎豹》、《藏春閣》、《火麒麟》），以十日刊的形式逢2號、12號、22號出版。由《龍虎豹》的創辦人之一的林國光另起爐灶所創立，內容與香港地道龍頭成人雜誌《龍虎豹》相似，以亞洲華裔女性的裸照為主，附有成人小說，專欄及讀者信箱等。
《男子漢》早期以「男子漢大丈夫，欣賞女人天經地義」為口號，更創下20萬冊的銷量紀錄。其後因為地道成人雜誌熱賣，令香港成人雜誌如雨後春筍般百花齊放，《高射炮》、《香港97》、《十隻白虎》、《美女小便》等成人雜誌相繼出現，令《男子漢》的銷量大不如前。進入九十年代後期，互聯網開始普及，人們可以輕易從網上瀏覽成人圖片，導致銷量每況愈下的《男子漢》於1997年停刊。